# Prednicarbat
Prednicarbat ist ein Arzneistoff aus der Gruppe der topisch (örtlich) angewendeten Glucocorticoide, der zur Behandlung von verschiedenen Hautkrankheiten eingesetzt wird. Es handelt sich um ein mäßig stark wirksames Glucocorticoid („Klasse II“).

## Klinische Angaben

### Anwendungsgebiete (Indikationen)
Prednicarbat wird angewendet bei akuten und chronischen entzündlichen Hauterkrankungen wie z. B. chronischem Ekzem. Bei Anwendung im Gesicht sollte darauf geachtet werden, dass das Medikament nicht in die Augen gelangt. Die Anwendungskonzentration beträgt in der Regel 0,25 %.

### Art und Dauer der Anwendung
Wie bei allen Corticoiden ist eine längerfristige Anwendung nach Möglichkeit zu vermeiden, da es sonst zu Hautatrophie, Teleangiektasien, Striae, einer speziellen Form der Akne, Perioraler Dermatitis und Hypertrichosis kommen kann. Es wird eine maximale Anwendungsdauer von 2 Wochen empfohlen.

### Gegenanzeigen (Kontraindikationen)
Großflächige Anwendung von Corticoiden oder solche unter einem Okklusivverband sollten generell vermieden werden, um eine erhöhte Resorption des Wirkstoffs durch die Haut und somit die Gefahr systemischer, d. h. den gesamten Körper betreffender, unerwünschter Arzneimittelwirkungen zu verhindern.
Weitere Gegenanzeigen sind Überempfindlichkeit gegenüber dem Wirkstoff sowie die Anwendung am oder im Auge.

### Wechselwirkungen mit anderen Medikamenten
Für Prednicarbat sind keine Wechselwirkungen bekannt.

### Anwendung während Schwangerschaft und Stillzeit
Die großflächige Anwendung auf mehr als 30 % der Körperoberfläche ist nicht angezeigt, ebenso wie eine Anwendung im Brustbereich bei stillenden Müttern. Generell sollte während der Schwangerschaft die Indikation zur Anwendung von Prednicarbat streng gestellt und die Anwendung auf einen kleinen Hautbereich beschränkt werden.

### Besondere Patientengruppen (Diabetiker, Nierenkranke)
Bei Säuglingen muss eine besonders sorgfältige Indikationsstellung erfolgen, da bei ihnen die Resorption des Wirkstoffes erhöht ist.

### Unerwünschte Wirkungen (Nebenwirkungen)
Die Nebenwirkungen von Prednicarbat sind die gleichen wie bei anderen topischen Glucocorticoiden; siehe hierzu Glucocorticoide: Nebenwirkungen.

## Pharmakologische Eigenschaften

### Wirkungsmechanismus (Pharmakodynamik)
Prednicarbat greift in den Arachidonsäurestoffwechsel ein, woraus eine Abnahme der Produktion von Entzündungsmediatoren wie z. B. Prostaglandinen oder Leukotrienen und damit eine antiinflammatorische Wirkung resultiert.
Auch eine antiallergische Wirkung ist vorhanden; diese beruht auf der Beeinflussung der Lymphozyten. Insbesondere wirkt die Substanz auf B- und T-Lymphozyten, deren Aktivität und Anzahl sich verringert.
Schließlich wirkt Prednicarbat noch antiproliferativ durch eine Verminderung der Stoffwechsel- und DNA-Syntheserate. Beides führt zu einer Verlangsamung der Zellteilung. Diese Eigenschaft der Glucocorticoide erklärt ihre Wirksamkeit bei Psoriasis.

### Aufnahme und Verteilung im Körper (Pharmakokinetik)
Prednicarbat wird in der Haut zu Prednisolon-17-ethylcarbonat umgesetzt. Dieses weist eine wesentlich höhere Affinität zu entsprechenden Rezeptoren auf. Nach und nach zerfällt es zu Prednisolon. Ein Übertritt des Prednicarbats in den Blutkreislauf erfolgt bei korrekter Anwendung nicht.

### Toxikologie
Prednicarbat hat sich im Tierversuch als „nicht hautreizend“ erwiesen, ebenso als weder phototoxisch noch photosensibilisierend.

## Synthese
Prednicarbat kann in einer dreistufigen Synthese hergestellt werden. Im ersten Schritt wird Prednisolon mit Tetraethylorthocarbonat zum Prednisolon-17,21-dieethylorthocarbonat umgesetzt. Eine saure Hydrolyse mittels Essigsäure ergibt unter Ringöffnung das Prednisolon-17-ethylcarbonat. Im letzten Schritt wird die Zielverbindung durch die Umsetzung mit Propionsäurechlorid in Gegenwart von Pyridin erhalten.

## Handelsnamen
Prednitop, Dermatop